# Kąty Bystrzyckie
Kąty Bystrzyckie (deutsch: Winkeldorf) ist ein Ort in der Stadt- und Landgemeinde Gmina Lądek-Zdrój im Powiat Kłodzki der Woiwodschaft Niederschlesien in Polen. Es liegt vier Kilometer südwestlich von Lądek-Zdrój (Bad Landeck).

## Geographie
Kąty Bystrzyckie liegt im Südosten des Glatzer Kessels, in einem engen Tal der Kuhberge (polnisch Krowiarki), den nördlichen Ausläufern des Glatzer Schneegebirges. Es ist über eine Stichstraße zu erreichen, die bei Skowronki (Lerchenfeld) von der Wojewodschaftsstraße 392 in südlicher Richtung abzweigt. Nachbarorte sind Skowronki und Radochów (Reyersdorf) im Norden, Lądek-Zdrój im Nordosten, Stójków (Olbersdorf) im Osten, Strachocin (Schreckendorf) und Stronie Śląskie (Stronie Śląskie) im Südosten sowie Rogóżka (Wolmsdorf) und Konradów (Konradswalde) im Südwesten.

## Geschichte

Kirche Winkeldorf

„Winklerdorf“ wurde erstmals 1346 urkundlich erwähnt. Im 14. und 15. Jahrhundert wurde es lateinisch Winkleri villa und ab 1560 als Winkeldorf bezeichnet. Es gehörte zur Herrschaft Karpenstein im Glatzer Land. Schon 14. Jahrhundert entstand ein Freirichtergut, und 1384 war Winkeldorf bereits Pfarrort, da die der hl. Katharina geweihte Kirche in einem in diesem Jahr erstellten Verzeichnis der Glatzer Pfarreien enthalten ist. Nach der Zerstörung der Burg Karpenstein 1443 fiel Winkeldorf als königliches Kammerdorf an die Krone Böhmen. Nachfolgend verlor die Kirche von Winkeldorf den Pfarrstatus und wurde Filialkirche von Schreckendorf. Während der Reformation bekannte sich die Bevölkerung zum lutherischen Glauben. Nach der Schlacht am Weißen Berg und der Rückeroberung der Grafschaft Glatz 1622/1623 durch die Kaiserlichen erfolgte die Rekatholisierung der Bewohner. 1684 verkaufte die Böhmische Kammer Winkeldorf zusammen mit Oberthalheim, Voigtsdorf, Heidelberg, Leuthen, Karpenstein, Wolmsdorf und Konradswalde dem Glatzer Oberregenten und kaiserlichen Rat Sigmund Hofmann († 1698), der vom Kaiser mit dem Prädikat „von Leuchtenstern“ in den Adelsstand erhoben worden war. Dessen Enkel Leopold Reichsgraf von Leuchtenstern verkaufte Winkeldorf und Wolmsdorf an den Grafen Georg Olivier von Wallis, der schon über umfangreiche Besitzungen in der Grafschaft Glatz verfügte und Winkeldorf mit der Herrschaft Seitenberg verband.
Nach dem Ersten Schlesischen Krieg 1742 und endgültig mit dem Hubertusburger Frieden 1763 fiel Winkeldorf zusammen mit der Grafschaft Glatz an Preußen. 1783 verkaufte Stephan Olivier von Wallis alle vom Vater ererbten Besitzungen dem Erblandbaudirektor Friedrich Wilhelm Graf von Schlabrendorf auf Stolz und Hassitz. Obwohl dieser 1789 die Herrschaften Seitenberg und Plomnitz dem königlichen Justizrat Franz von Mutius auf Gellenau und Altwasser verkaufte, behielt er weiterhin die Dörfer Winkeldorf, Wolmsdorf, Weißwasser und Martinsberg für sich und inkorporierte diese seiner Herrschaft Kunzendorf. Nach der Neugliederung Preußens gehörte Winkeldorf ab 1815 zur Provinz Schlesien und war zunächst dem Landkreis Glatz eingegliedert. 1818 erfolgte die Umgliederung in den Landkreis Habelschwerdt, zu dem es bis 1945 verbunden blieb. 1874 wurde die Landgemeinde Winkeldorf in den Amtsbezirk Landeck eingegliedert. 1910 wurden 245 Einwohner gezählt, 1939 waren es 209.
Als Folge des Zweiten Weltkriegs fiel Winkeldorf 1945 wie fast ganz Schlesien an Polen und wurde in Kąty Bystrzyckie umbenannt. Die deutsche Bevölkerung wurde, soweit sie nicht vor Kriegsende geflohen war, vertrieben. Die neu angesiedelten Bewohner waren zum Teil Vertriebene aus Ostpolen, das an die Sowjetunion gefallen war. 1975–1998 gehörte Kąty Bystrzyckie zur Woiwodschaft Wałbrzych (Waldenburg). Da zahlreiche der polnischen Bewohner in den nachfolgenden Jahren Kąty Bystrzyckie wieder verließen, ging die Einwohnerzahl deutlich zurück. Dadurch wurden die meisten Häuser und Gehöfte dem Verfall preisgegeben. Mit Hilfe eines Förderkreises wurde der ehemalige Gottwald-Hof restauriert und zu einer Begegnungsstätte umgestaltet.

## Sehenswürdigkeiten

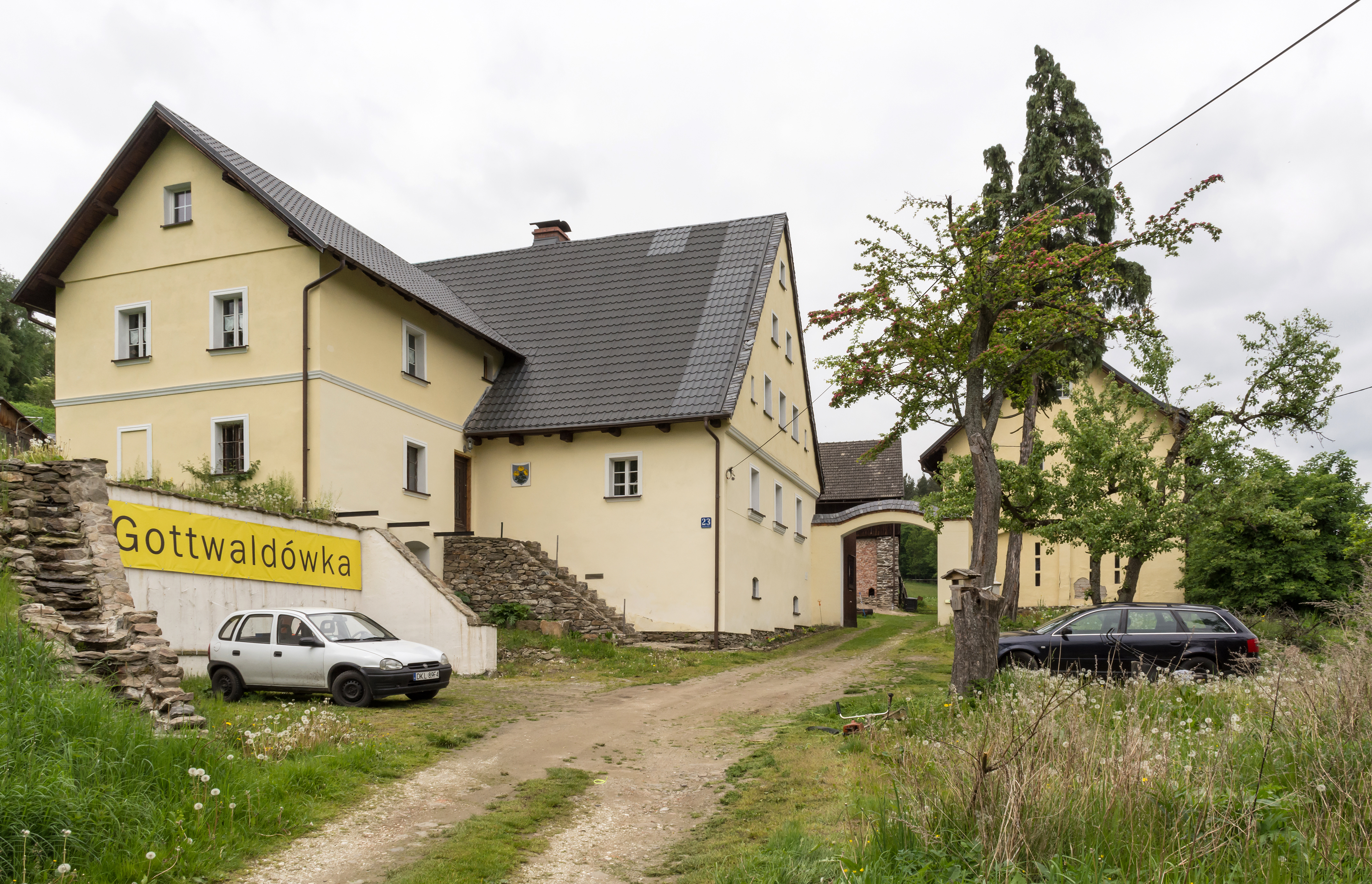
Gottwaldhof, vormals Freirichterhof

- Die bereits 1384 erwähnte Pfarrkirche St. Katharina wurde 1540 neu errichtet. Sie ist jetzt Filialkirche von Lądek-Zdrój. Das Gemälde des Hauptaltars zeigt die hl. Katharina. Die vier Evangelisten am Kanzelkorb schuf 1721 Michael Klahr d. Ä. Sie waren ursprünglich für die Kirche von Rengersdorf bestimmt. Die Figurengruppe ist nicht mehr komplett, da zwei der Figuren durch Diebstahl abhandengekommen sind. Die Kirche befand sich in den Nachkriegsjahren in einem schlechten Zustand. Sie wurde durch einen 1999 gegründeten Renovierungsverein und mit finanzieller Unterstützung von ehemaligen deutschen Bewohnern instand gesetzt.
- Das Skansen Gottwaldówka (Bauernhofmuseum Gottwaldhof) entstand aus dem heruntergekommenen Gottwaldhof, der vormals ein Freirichtergut gewesen war.